# دعامة (طب)

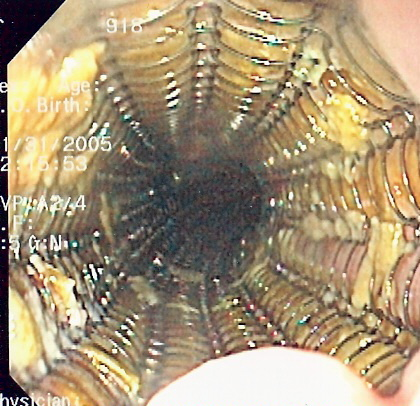
صورة بالمنظار الذاتي توسيع الدعامات المعدنية في المريء، الذي كان يستخدم لعلاج سرطان المريء بشكل تخفيفي.

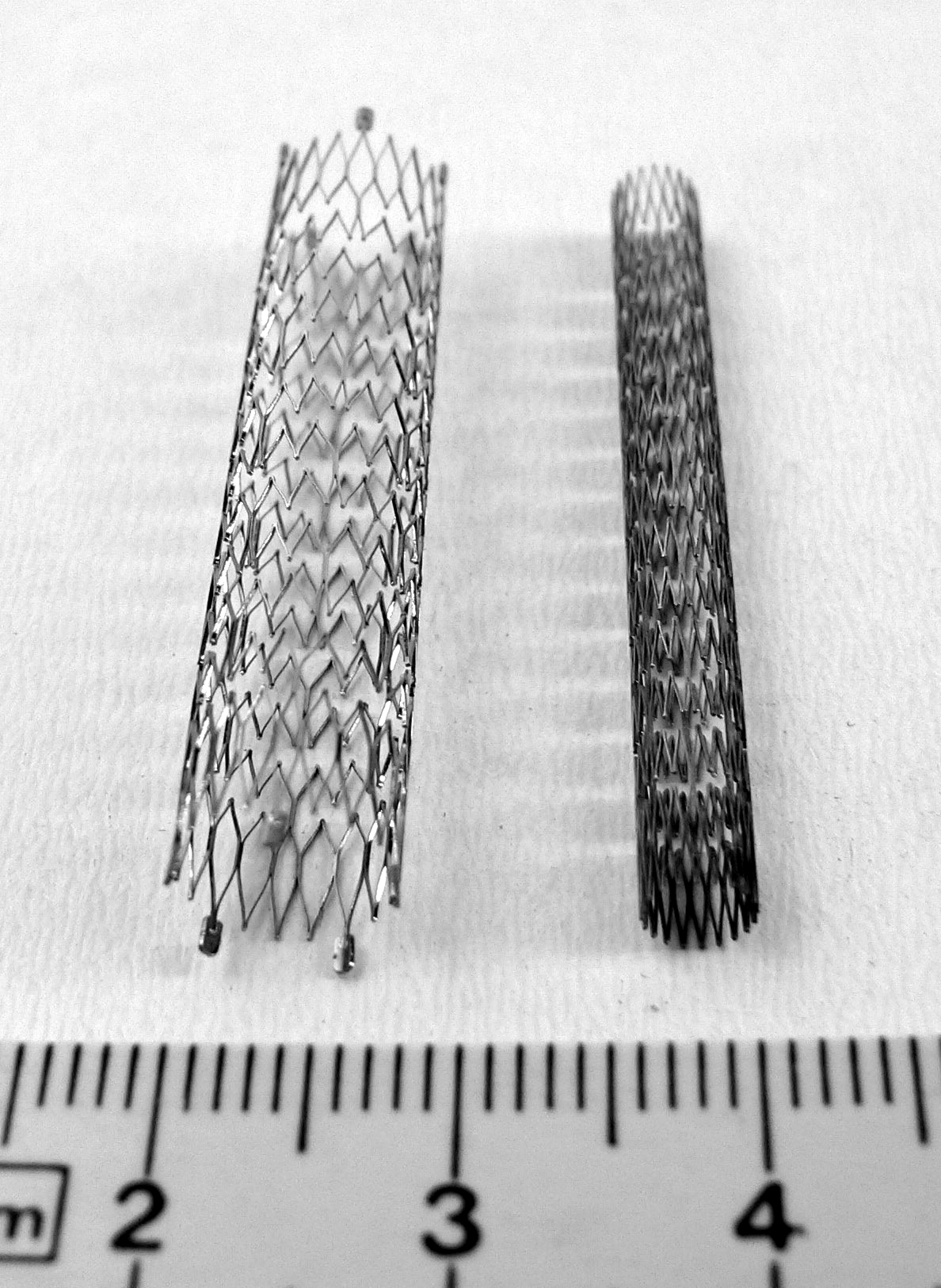
دعامة شريان محيطي مضغوطة وأخرى ممدودة (مرتخية)

في الطب، الدعامة هي أنبوبة مصطنعة مندرجة في ممر طبيعي في قناة في الجسم لمنع أو مواجهة المرض الناجم عن انقباض التدفق. قد يشير المصطلح أيضا إلى أنبوب يستخدم للاحتفاظ مؤقتا مثل قناة طبيعية مفتوحة للسماح بالوصول لعملية جراحية.

## أصل الكلمة
أصل كلمة دعامة ما زالت غير مستقرة. وقد استخدمت الدعامات الفعل لعدة قرون لعملية التشنج، استخدام عفا عليها الزمن الطويل، في قاموس أوكسفورد الإنكليزيه (ويعتقد البعض أن هذا هو الأصل، ويعزو آخرون اسم الدعامعه ليان واو ايسر، وهو الطبيب الجراح الهولندي البلاستيك، والذي استخدم تلك الكلمة لوصف مجمع الانطباع الأسنان اخترع في 1856 من قبل طبيب الأسنان ستينت تشارلز الإنكليزية (1807-1885)، الذي عمل ايسر لصياغة شكل الوجه لاعادة الاعمار ويرد وصف كامل في مجلة تاريخ طب الأسنان. وفقا للمؤلف، من استخدام الدعامة في تقديم الدعم لأنسجة الوجه نمت في نهاية المطاف استخدام الدعامات لفتح هياكل جسدية مختلفة.
الجدير بالذكر على الرغم من أن أول «الدعامات» المستخدمة في الممارسة الطبية كانت تسمى في البداية "Wallstents" أي جدار الدعامات.

## أنواع الدعامات

### الشرايين التاجية
وعلى نطاق واسع استخدام الدعامات يعرف أكثر من غيره هو في الشرايين التاجية مع الدعامات المعدنية العارية والمخدرات أو أحيانا الدعامات المغطاة.
توضع الدعامات التاجية أثناء إجراء التدخل التاجي عن طريق الجلد، والمعروف أيضا بالقسطرة.

### المسالك البولية

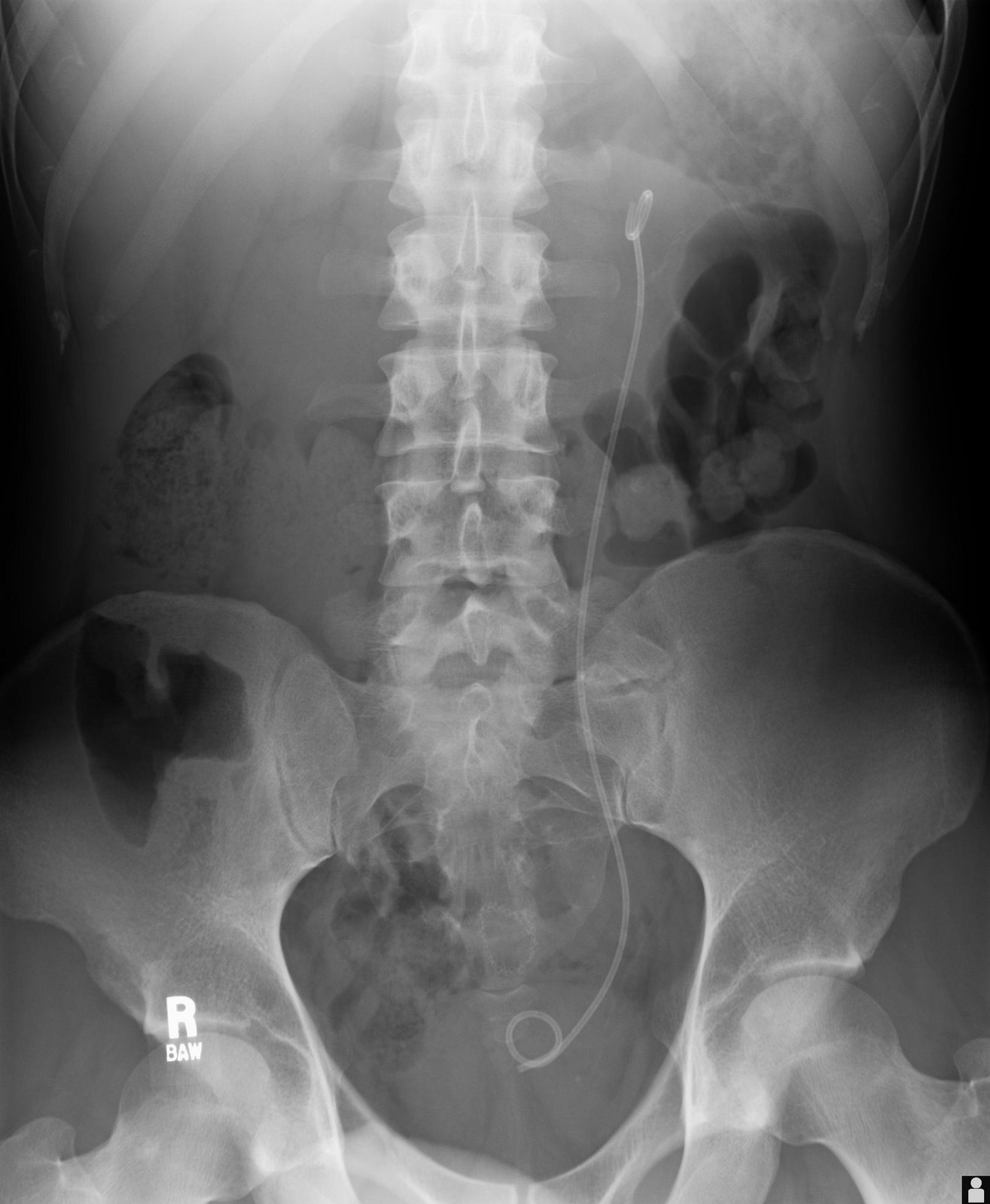
مثال على دعامات حالبي استخدامها للتخفيف من استسقاء الكلية الكلى

يتم استخدام الحال الدعامي لضمان سالكية الحالب، الذي قد يؤثر سلبا، على سبيل المثال، التي تكون حصوات الكلى. ويستخدم هذا الأسلوب في بعض الأحيان، كإجراء مؤقت، لمنع تلف الكلى، حتي يتم القيام بازاله الحصو. يشار مرات سكنى 12 شهرا أو أكثر لعقد الحالب مفتوح، والتي يتم ضغطها بواسطة الأورام في حي من الحالب أو أورام الحالب نفسها. في كثير من الحالات هذه الأورام هي غير صالحة للعمل ويتم استخدام الدعامات لضمان تصريف البول من خلال الحالب. وإذا خطر الصرف لفترات أطول يمكن أن تتلف الكلى. المضاعفات الرئيسية مع الدعامات الحالب والتفكك، والعدوى والحصار من قبل القشرة. وقد وافق مؤخرا الدعامات مع الطلاء (مثل الهيبارين) للحد من العدوى، وبالتالي تجلب التبادلات الدعامة.

### الإحليل ودعامة البروستات
قد تكون هناك حاجة إلى دعامة مجرى البول أو البروستات إذا كان الرجل غير قادر على التبول. غالبا ما يحدث هذا الموقف عندما البروستاتاتدفع ضد مجرى البول، وتمنع تدفق البول. ووضع الدعامة يمكن ان يفتح الانسداد. الاكتشافات العلمية الحديثة الآن تعني استخدام الدعامات البروستات هو وسيلة ناجعة للتضليل من عرقلة البروستاتا. الدعامات ممكن تكون دائما أو مؤقتة. يمكن وضع الدعامات المؤقتة في مركزالمسالك البولية بطريقة مماثلة لوضع قسطرة فولي وهذا يستغرق أقل من 10 دقيائق فقط واستخدام يدوكائين هلام. نتائج سريرية تظهر الدعامات المؤقتة الفعاليه وقوه التحمل. في الغالب توضع الدعامات الدائمه في العيادة الخارجية تحت التخدير الموضعي أو في العمود الفقري وعادة ما يستغرق نحو 30 دقيقة. والهجرة مؤلمة وصعبة ارتداء إزالة سريرية تبين حدوث النتائج.
ويمكن استخدام البروستات الدعاميه للاستنزاف في المثانة المريض مع انسداد مجرى البول، أو الأضرار العصبية للأعصاب التحكم في المثانة. ويمكن وضع الدعامات في البروستاتا، عبر ممر الخارجي والداخلي لتحقيق من جيدة الصرف في المثانة. ويحتاج المريض لاستخدام الحفاضات والسراويل البلاستيكية أو جهاز جمع خارجي (القسطرة خارجية) لجمع البول.

### الأوعية الدموية
يتم استخدام الدعامات في مجموعة متنوعة من السفن جانبا من الشرايين التاجية.

#### الأوعية الدموية المحيطية
استخدام الدعامات قد تكون عنصرا من عناصر قسطرة الشرايين الطرفية.

#### دعامة الطعم
طعم الدعامة هو جهاز أنبوبي، الذي يتألف من النسيج الخاص المدعم ببنية جامدة، وعادة ما تكون معدنية. ويطلق على بنية جامدة الدعامة. والدعامة متوسط بمفردها لا يوجد لديه تغطية، وبالتالي فهي عادة ما تكون مجرد شبكة معدنية. ورغم أن هناك العديد من أنواع الدعامات، وتستخدم هذه الدعامات أساسا للتدخل الأوعية الدموية.
ويستخدم الجهاز في المقام الأول في جراحة اللف. يتم استخدام دعامه الطعوم لدعم نقاط الضعف في الشرايين، وهذه نقطة تعرف باسم تمدد الأوعية الدموية. دعامه الطعوم هي الأكثر شيوعا في إصلاح تمدد الأوعية الدموية في الشريان الأورطي في البطن، في إجراء ما يسمى بالـ EVAR. النظرية وراء هذا الإجراء هو أنه بمجرد اكون في مكان داخل الشريا الأورطي دعامه الطعوم تتصرف كتجويف كاذب للدم كي يسير بدلا من التي تصب في كيس تمدد الأوعية الدموية.

### أخرى
- الدعامة التاجية.
- دعامة المريء.
- دعامة الإثناعشر.
- دعامة القولون.
- دعامة الصفراء.
- دعامة البنكرياس.

## وصلات خارجية
- الدعام التاجي
- المخدرات يبلغ حجمه الدعامات -- القسطرة. نسخة محفوظة 23 أغسطس 2006 على موقع واي باك مشين.غزاله نسخة محفوظة 23 أغسطس 2006 على موقع واي باك مشين.
- الجمعية الأوروبية للأوعية الدموية والطب الإشعاعي.
- منتدى القلب والأوعية الدموية
- الدعامة لمبادرة الحياة نسخة محفوظة 26 سبتمبر 2010 على موقع واي باك مشين.